# シクロブタンテトロン
シクロブタンテトロン(Cyclobutanetetrone)またはテトラオキソシクロブタン(Tetraoxocyclobutane)は、C4O4または(-(C=O)-)4の化学式を持ち、シクロブタンの四重ケトンである有機化合物である。オキソカーボンであり、一酸化炭素の四量体と見ることもできる。
この化合物は、熱力学的に不安定であると考えられている。2000年時点で、大量合成はできていないが、質量分析法では遷移状態として存在することが検出されている。

## 関連化合物
シクロブタンテトロンは、少なくとも1959年から知られていた安定なスクアリン酸イオンC4O42-に対応する中性物質として見ることもできる。
オクタヒドロキシシクロブタン(-C(OH)2-)4は、「水和したシクロブタンテトロン」と言うことができる。